# Villié-Morgon
Villié-Morgon – miejscowość i gmina we Francji, w regionie Owernia-Rodan-Alpy, w departamencie Rodan.
Według danych na rok 1990 gminę zamieszkiwały 1522 osoby, a gęstość zaludnienia wynosiła 81 osób/km² (wśród 2880 gmin regionu Rodan-Alpy Villié-Morgon plasuje się na 561. miejscu pod względem liczby ludności, natomiast pod względem powierzchni na miejscu 556.).